# Église orthodoxe du Japon (Patriarcat de Moscou)
L'Église orthodoxe du Japon (en japonais : 日本ハリストス正教会) est une juridiction autonome de l'Église orthodoxe rattachée canoniquement au Patriarcat de Moscou et de toute la Russie. L'actuel chef de l'Église est Daniel Nushiro depuis 2000. Il porte le titre d'Archevêque de Tokyo, Métropolite de tout le Japon, avec résidence à Tokyo.

## Organisation
L'Église orthodoxe du Japon comprend un archevêché et deux évêchés :
- Archevêché de Tokyo , la cathédrale est un célèbre monument de Tokyo, le Nikorai-do.
- Évêché de Kyoto
- Évêché de Sendai

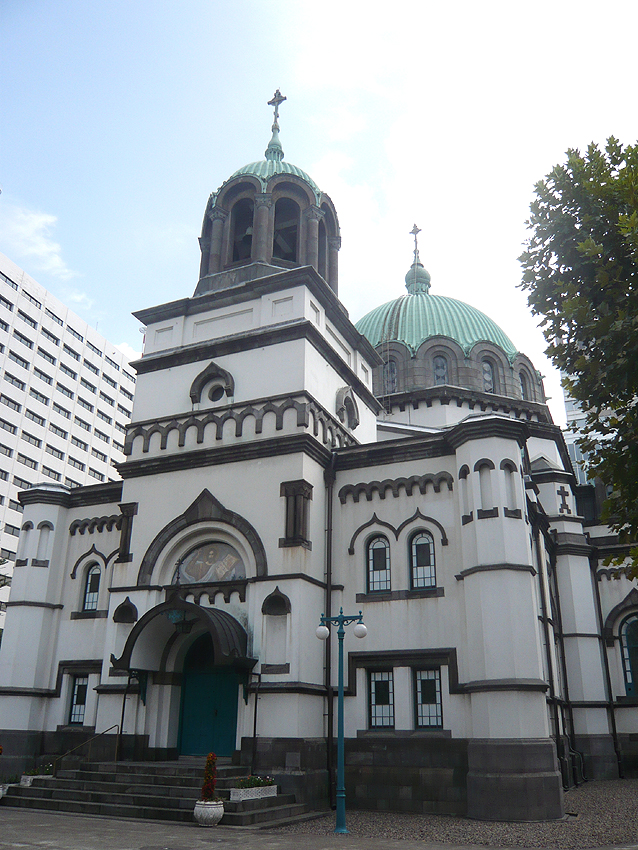
La cathédrale de la Résurrection à Tokyo.
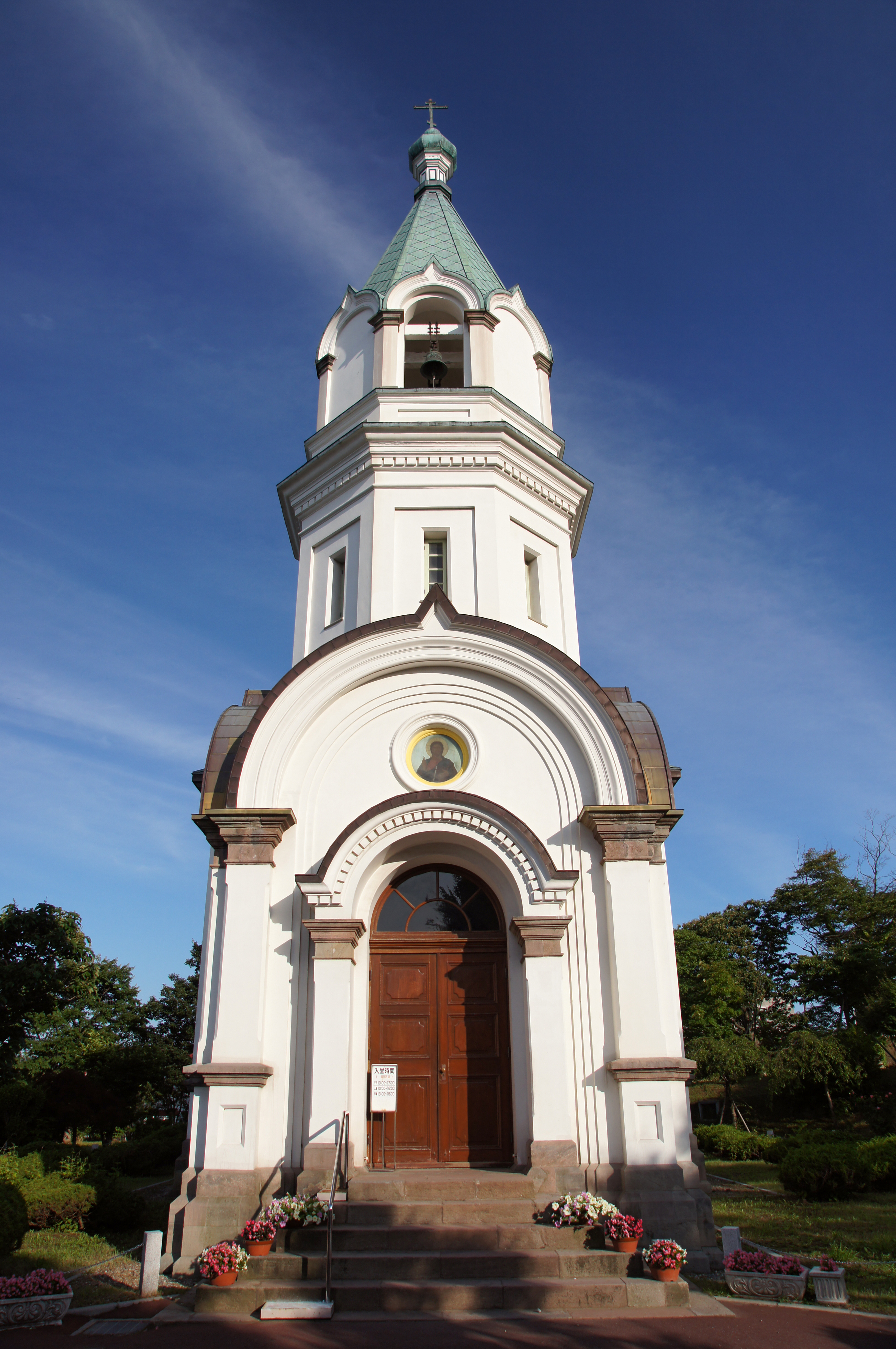
L'église orthodoxe de Hakodate.
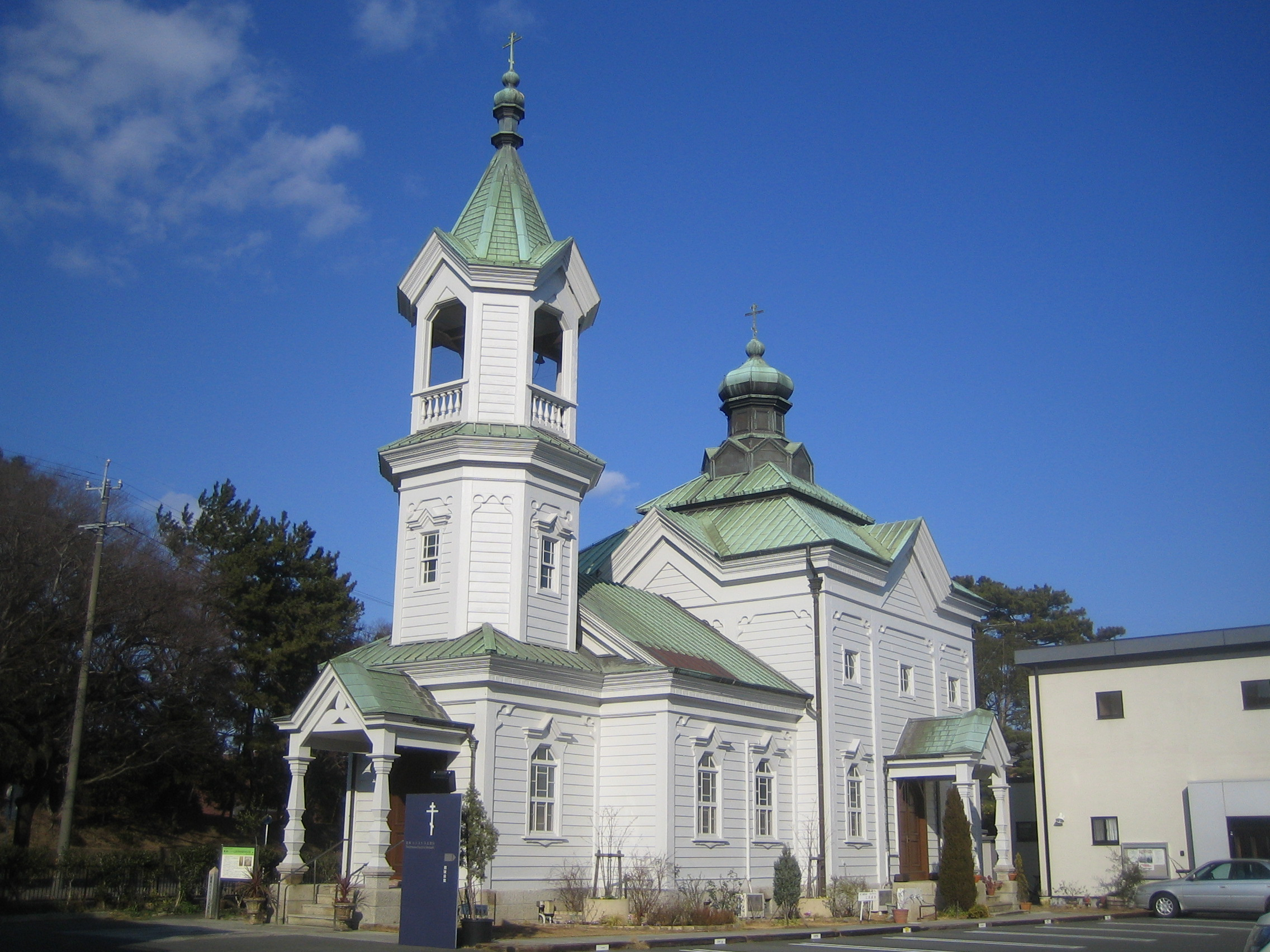
L'église orthodoxe de Toyohashi.